# ایوووو-اوسادا
ایوووو-اوسادا (به لهستانی:  Iłowo-Osada) یک روستا در لهستان است که در گمینا ایوووو-اوسادا واقع شده‌است. ایوووو-اوسادا ۲٬۸۰۰ نفر جمعیت دارد.